# مداین صالح
مداین صالح یا حِجْر نام یک محوطه باستانی است که در منطقه العلا در استان مدینه عربستان واقع شده‌است. قدمت اکثر بقایای مربوط به پادشاهی نبطیان (قرن اول میلادی) است. این محوطه در جنوبی‌ترین شهرک پادشاهی قرار گرفته بوده‌است و دومین شهر بزرگ پس از پترا (اکنون در اردن)، پایتخت بشمار می‌آمده. آثار مربوط به اشغال لحیان و امپراتوری روم پیش و پس از حکومت نبطی‌ها نیز به ترتیب یافت می‌شود. این شهر در دوره نبطی‌ها یکی از مسیرهای رفت‌وآمد اصلی کاروان‌های بازرگانی بوده‌است.

## نام‌گذاری
گذشته پرفراز و نشیب و فرهنگ‌های گوناگونی که این شهر باستانی را در دوران مختلف اداره می‌کردند باعث ایجاد نام‌های گوناگونی شده‌است. منابع استرابون و دیگر نویسندگان مدیترانه‌ای از نام هگرا (Hegra) برای شهر نبطی‌ها استفاده می‌کردند. استفاده از نام مداین صالح بیشتر در منابع مذهبی و اسلامی رایج است به معنی شهر صالح پیامبر. نام الحجر (سرزمین سنگی یا محل صخره‌ای)، نیز برای اشاره به نوع ریخت‌شناسی آن استفاده شده‌است.
اگرچه هگرا برای مدت طولانی به اندازه ددان (العلا) اهمیت نداشت، به نظر می رسد خارجی‌ها واحه را هگرا نامیده اند. به عنوان مثال مجسمه معروف داریوش بزرگ هخامنشی که در مصر ساخته شده و در شوش برپا شده‌است، اعراب را هگر می‌نامد .

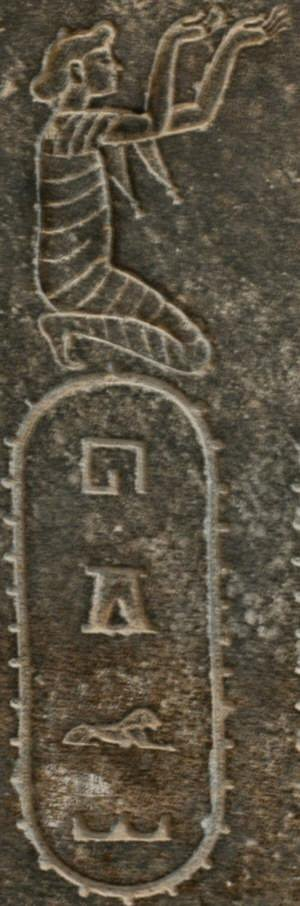
The word "hgr" (Hegra) on an Egyptian-style statue of the Persian king Darius

## جغرافیا
مداین صالح در استان حجاز در ۴۰ کیلومتری شمال شهر العلا و جنوب دومه جندل قرار دارد.
خانه‌های حجر در کوه ساخته شده‌اند. این کوه‌ها «اثالث» نام دارد. این کوه‌ها چنان‌اند که هرکس آن‌ها را از دور ببیند آن‌ها را به هم پیوسته می‌پندارد؛ ولی چون نزدیک شود هریک را جدا می‌بیند. گرداگرد این کوه‌ها را شنزار فراگرفته و به این خاطر بالا رفتن از این کوه‌ها بسیار دشوار است.
موقعیت این مکان در این مختصات جغرافیایی قرار دارد :
عرض جغرافیایی 26 درجه و 47 دقیقه شمالی و طول جغرافیایی 37 درجه و 57 دقیقه شرقی

## تاریخ
تاریخ سنگ‌نمای خارجی استفاده شده در مداین صالح به سده ۱ (پیش از میلاد) بازمی‌گردد. این سنگ‌نما دارای نزدیک ۵۰ سنگ‌نبشته و نقش‌های درونی است که متعلق به دوره پیش از نبطیان و قوم ثمود است. مداین صالح، در برگیرنده سامانه آبیاری تاریخی است که نشان‌دهنده تخصص نبطیان در زمینه سازه‌های آبی بوده‌است.
بعضی از مفسران و مورخان چنین نگاشته‌اند که حِجر شهری بود در مسیر کاروان تجاری مدینه و شام در یک منزلی «وادی القری» و در جنوب «تیمه» و امروز تقریباً اثری از آن نیست.

## در اسلام

### قرآن
در قرآن، کتاب دینی مسلمانان، در آیات ۸۰ تا ۸۴ سوره حجر، به این مکان اشاره شده‌است:
| و «اصحاب حجر» (قوم ثمود) پیامبران را تکذیب کردند! (۸۰)           |
| اما آیات خود را به آنان دادیم؛ ولی آن‌ها از آن روی گرداندند! (۸۱) |
| آنها خانه‌های امن در دل کوه‌ها می‌تراشیدند. (۸۲)                    |
| اما سرانجام صیحه (مرگبار)، صبحگاهان آنان را فرا گرفت؛ (۸۳)       |
| آنچه را به دست آورده بودند، آن‌ها را از عذاب الهی نجات نداد! (۸۴) |

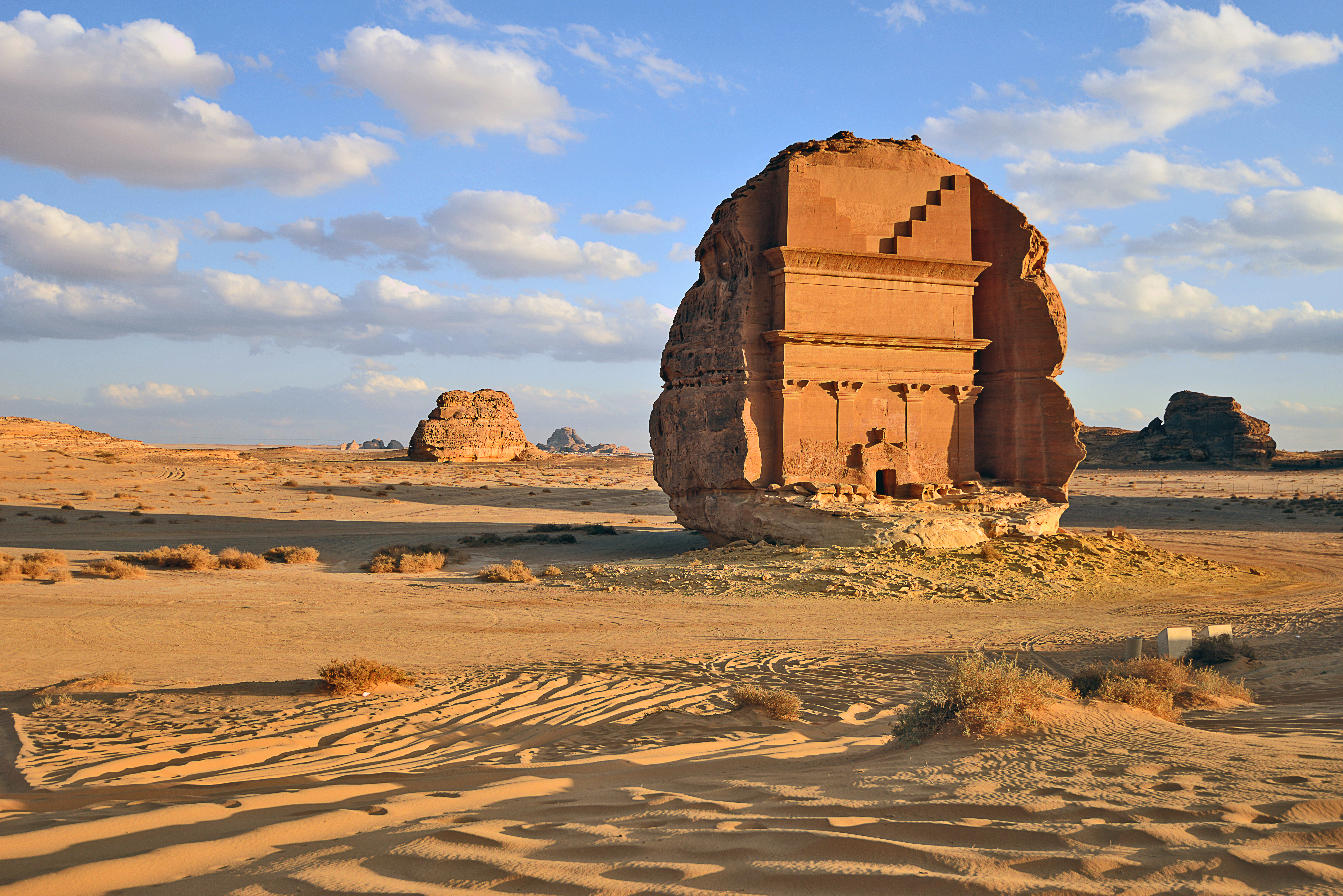
قَصْر ٱلْفَرِيْد به معنی قلعه تنهایی در محوطه باستانی مداین صالح

در روایتی آمده که در سال نهم هجرت که محمد برای دفع سپاه روم به تبوک لشکرکشی کرد. سربازان عرب می‌خواستند در این شهر توقف کنند. محمد مانع آنها شد و گفت: اینجا همان منطقه قوم ثمود است که عذاب الهی بر آنها فرود آمد.

### دوری‌گزینی
مسلمانان از آمدن به مداین صالح، خودداری می‌کنند. چون باور دارند این محل به خاطر اینکه نبطی‌ها حاضر به پذیرفتن اسلام نشدند نفرین شده‌است.

## باستان‌شناسی
تا کنون در این منطقه، گورستانی بزرگ با ۱۳۱ آرامگاه پیدا شده‌است.
تعداد کمی‌ از گردشگران عرب به دیدن مداین صالح می‌آیند. همچنین، گرفتن روادید عربستان برای غیر مسلمانان بسیار محدود است. نبود گردشگر و آب‌وهوای خشک و بیابانی عربستان، (برخلاف پترا در اردن) مداین صالح را دست‌نخورده نگه‌داشته‌است.

## ثبت یونسکو
در تاریخ ۷ ژوئیه ۲۰۰۸ مداین صالح به عنوان نخستین اثر ثبت شده در عربستان سعودی، در فهرست میراث جهانی یونسکو به ثبت رسید.